# دسیچ
دسیچ (به صربی: Desić) یک منطقهٔ مسکونی در صربستان است که در شاباتس واقع شده‌است. دسیچ ۳۰۲ نفر جمعیت دارد.